# جان براون (بازیکن فوتبال، زاده ژوئیه ۱۹۴۰)
جان براون (انگلیسی: John Brown؛ زادهٔ ۲۹ ژوئیهٔ ۱۹۴۰) بازیکن فوتبال اهل بریتانیا است.
از باشگاه‌هایی که در آن بازی کرده‌است می‌توان به باشگاه فوتبال بریستول راورز و باشگاه فوتبال پلیموث آرگیل اشاره کرد.